# When the Circus Came to Town (film 1913)
When the Circus Came to Town è un cortometraggio muto del 1913 diretto da Colin Campbell. Prodotto dalla Selig Polyscope Company su un soggetto di J. Edward Hungerford, aveva come interpreti Roy Clark, Baby Lillian Wade, Smoke Ferguson, Bessie Eyton.

## Produzione
Il film fu prodotto dalla Selig Polyscope Company.

## Distribuzione
Distribuito dalla General Film Company, il film - un cortometraggio di una bobina - uscì nelle sale cinematografiche statunitensi il 2 giugno 1913.